# Hoogovens Stoom IJmuiden
 (mai 2023).
Si vous disposez d'ouvrages ou d'articles de référence ou si vous connaissez des sites web de qualité traitant du thème abordé ici, merci de compléter l'article en donnant les références utiles à sa vérifiabilité et en les liant à la section « Notes et références ».
Le "Hoogovens Stoom IJmuiden - HSIJ" (en français : Hauts Fourneaux à Vapeur IJmuiden) organise des excursions en traction à vapeur pour le public sur le site sidérurgique de "Tata Steel Europe", situer au nord du canal de la mer du Nord près d'IJmuiden. Les tours partent de l'arrêt Velserbosch à Velsen-Noord. L'asbl dispose de deux locomotives à vapeur et sept voitures à voyageurs.
Jusqu'en 2002, les excursions étaient assurés par un groupe de bénévoles sous le nom informel de "Stoomclub Hoogovens". En 2002, une association officielle a été fondée sous le nom de Corus Stoom IJmuiden d'après le nom de l'entreprise à l'époque. Depuis que la société appartient à Tata Steel, le nom a changé pour devenir "Hoogovens Stoom IJmuiden".
Depuis sa fondation, le train est exploité sous le nom de "Hoogovens Excursietrein".

## Histoire
Un vaste réseau ferroviaire a été créé sur le site de la Koninklijke Hoogovens en Staalfabrieken à IJmuiden depuis 1920, où de nombreuses locomotives à vapeur (jusqu'en 1962) et diesel (à partir de 1953) ont servi au trafic de marchandises. Aujourd'hui encore, le transport intensif est toujours effectué avec des locomotives diesel modernes.
Entre 1948 et 1957, le transport de personnel a eu lieu à partir de l' arrêt Velsen Hoogovens avec son propre train Hoogovens, composé d'une locomotive à vapeur, d'une voiture d'attelage et de sept voitures de tramway, repris du "Nederlandsche Tramweg Maatschappij" en Frise (dont six étaient d'anciens Tramway de Gooische). Lorsque le Velsertunnel est entré en service, l'arrêt Velsen Hoogovens a été supprimé le 28 septembre 1957, ce qui a mis fin au transport de passagers.
Dix ans après la mise hors service de la dernière locomotive à vapeur à IJmuiden, une locomotive à vapeur abandonnée (toujours en bon état) a été récupérée de l'entreprise sidérurgique allemande Gutehoffnungshütte à Oberhausen. Il s'agissait de la locomotive n°57 construite à Esslingen am Neckar en 1943, qui avait subi une révision en 1971.
Un "club vapeur" a été créé aux Hoogovens dans le but d'effectuer des promenades pour le public avec cette locomotive. Cinq voitures "Blokkendoos" Mat '24 pourraient être reprises des NS, qui ont reçu les numéros 76101-76105. Il y avait aussi un wagon de marchandises qui a été transformé en wagon générateur. Depuis le printemps 1973, ce train d'excursion des Hoogovens a régulièrement effectué des visites publiques du site des Hoogovens et au-delà.
Afin de disposer d'une locomotive à vapeur de rechange, une locomotive construite par Krupp en 1949 a été récupérée de la société allemande Bergbau AG à Herne en 1974, qui avait été révisée en 1973, mais n'était pas encore achevée. Il a été complété par le Hoogovens Stoomclub entre 1974 et 1980, après quoi deux locomotives étaient désormais opérationnelle avec la locomotive n°22. La locomotive à vapeur n°57 a reçu le nom de «BONNE» en 1975 et a été nommé d'après le directeur de l'époque, Bonne de Jong (il a donné le feu vert pour conduire un train à vapeur). La locomotive à vapeur n°22 a reçu le nom de «TOM» en 1980 et a été nommé d'après Tom Ensink, alors chef du transport ferroviaire. Grâce à son initiative, la locomotive n°57 s'est retrouvée à IJmuiden.
La locomotive n°57 dite "Bonne" a été en restauration de 2002 à 2013 et remise en service le 17 mai 2013. La locomotive a reçu une nouvelle chaudière, construite par le "Dampflocwerk Meiningen". La locomotive n°22 dite "Tom" est hors service pour révision depuis 2013.
En 1987, sept voitures de type "Umbau" à quatre essieux (construites en 1959) de la Deutsche Bundesbahn sont entrées en service pour remplacer les voitures Blokkendoos, qui ont ensuite été vendues à des lignes de musées ailleurs aux Pays-Bas ou mises au rebut.
Il dispose également de cinq locomotives diesel et d'un certain nombre de wagons de fret et de véhicules spéciaux.
Depuis 2022, l'association est interdite de circuler en traction vapeur sur le site de "Tata Steel" et ce jusqu'à nouvel ordre. En raison de problème d'azote au sein de "Tata Steel".
En conséquence les deux locomotives à vapeur de l'asbl ont été transférées vers d'autres associations (en Belgique et aux Pays-Bas) en attendant que la situation ce normalise.

## Les collections
Les listes suivantes ne sont pas exhaustives et devront être complétées ou actualisées au fil du temps (dernière actualisation en novembre 2024) :

### Locomotives à vapeur
| Numéro (noms)      | Constructeur et date           | État actuel    | Origine et informations techniques | Photo |
| ------------------ | ------------------------------ | -------------- | --- | ----- |
| no 22 dite "TOM"   | Krupp (Essen), 1949            | Opérationnelle | - Ex-RuhrKohle AG als D-22. - Acquise en 1974. - 9 m, 49 t, vitesse maximum : 45 km/h. - Timbre chaudière : 12 kg/cm². - Capacité de la soute à charbon : 4,5 t. - Capacité de la soute à eau : 5 600 L (5,6 m3).                           |       |
| no 57 dite "BONNE" | Machinenfabrik Esslingen, 1942 | Opérationnelle | - Ex-HOAG no 57, ex-Eisenbahn und Hafenverkehr Duisburg. - Acquise en 1972. - 10 m, 67 t, vitesse maximum : 45 km/h. - Timbre chaudière : 14 kg/cm². - Capacité de la soute à charbon : 4 t. - Capacité de la soute à eau : 9 000 L (9 m3). |       |

### Locomotives et locotracteurs diesel
| Numéro (noms) | Constructeur et date        | État actuel                       | Origine et informations techniques           | Photo |
| ------------- | --------------------------- | --------------------------------- | -------------------------------------------- | ----- |
| NS Sik no 316 | Werkspoor (Amsterdam), 1940 | Opérationnelle                    | - 7,2 m, 21 t, vitesse maximum : 60 km/h.    |       |
| KNHS no 995   | Général Electric, 1963      | Opérationnelle                    | - 12,5 m, 92,5 t, vitesse maximum : 25 km/h. |       |
| KNHS no 48    | Cockerill (Belgique), 1958  | Hors service                      | - 6,6 m, 41 t, vitesse maximum : 35 km/h.    |       |
| KNHS no 5     | Orenstein & Koppel, 1960    | Hors service                      | - 3,7 m, 10 t, vitesse maximum : 12 km/h.    |       |
| "Japie"       | Orenstein & Koppel, 1936    | Hors service (placé en monument). |                                              |       |

### Voitures à voyageurs
| Numéro (noms) | Constructeur et date | État actuel    | Origine et informations techniques | Photo |
| ------------- | -------------------- | -------------- | --- | ----- |
| 76101         | HAWA, 1924           | Ferraillée     | - Mat '24, ex-Cec 8506. - En 1986 parti vers le SGB, puis démoli. |       |
| 76101         | AW Neuaubing, 1959   | Opérationnelle | - Voiture salon - 19,5m, 34T, vitesse maximum : 120 km/h. - 19,5 m, 34 t, vitesse maximum : 120 km/h. - Umbau-Wagen (DB), type Byg 515. - Numéro à la DB : 5080 29 12 197-9.                                                                          |       |
| 76102         | Werkspoor, 1931      |                | - Mat '24, ex-Cec 8543, Cec 8151, B 5704. - En 1973 au Hoogovens. - En 1986 partie pour le SGB. |       |
| 76102         | AW Karlsruhe, 1959   | Opérationnelle | - 19,5 m, 34 t, vitesse maximum : 120 km/h. - Umbau-Wagen (DB), type Byg 515. - Numéro à la DB : 5080 29 12 628-3. |       |
| 76103         | Beijnes, 1928        | Ferraillée     | - Mat '24, ex-mCD 9409. - Les pièces sont au "Jaap 9002". |       |
| 76103         | AW Karlsruhe, 1959   | Opérationnelle | - 19,5 m, 34 t, vitesse maximum : 120 km/h. - Umbau-Wagen (DB), type Byg 516. - Numéro à la DB : 5080 29 03 013-9. |       |
| 76104         | Werkspoor, 1931      |                | - Mat '24. - En 1973 au Hoogovens. - En 1986 au Musée ferroviaire national et le numéro Cecr 8553 utilisé comme wagon intermédiaire du train Blokkendoos.                                                                                             |       |
| 76104         | AW Karlsruhe, 1960   | Opérationnelle | - 19,5 m, 34 t, vitesse maximum : 120 km/h. - Umbau-Wagen (DB), type Byg 516. - Numéro à la DB : 5080 29 03 006-3. |       |
| 76105         | Beijnes, 1928        |                | - Mat '24. - A l'origine un wagon Cv 9410. - Wagon d'installation de caténaire ultérieur nr. 165083. - En 1973 au Hoogovens. - En 1986 à Rotterdam et utilisé comme restaurant "De Wagon". - Plus tard, la voiture s'est rendue au Valkenburgse Meer. |       |
| 76105         | AW Neuaubing, 1958   | Opérationnelle | - 19,5 m, 34 t, vitesse maximum : 120 km/h. - Umbau-Wagen (DB), type BDyg 532. - Numéro à la DB : 5080 82 12 186-6. |       |
| 76109         | AW Hannover, 1959    | Opérationnelle | - 19,5 m, 34 t, vitesse maximum : 120 km/h. - Umbau-Wagen (DB), type AByg 504. - Numéro à la DB : 5080 38 11 468-4. |       |
| 76111         | Görlitz, 1926        | Ferraillée     | - Mat '24, ex-Cec 8518. |       |
| 76113         | AW Hannover, 1959    | Opérationnelle | - Voiture-bar - 19,5 m, 34 t, vitesse maximum : 120 km/h. - Umbau-Wagen (DB), type BDyg 531. - Numéro à la DB : 5080 82-12 063-7. |       |

### Matériels divers
| Numéro (noms) | Constructeur et date | État actuel         | Origine et informations techniques | Photo |
| ------------- | -------------------- | ------------------- | --- | ----- |
| M 1503        | Talbot, 1955         | Ferraillée en 1994. | - Construit en 1955 en tant que VT3 pour l'AG Ruhr-Lippe-Eisenbahnen. - En 1967 au "Hümmlinger Kreisbahn". - En 1971 au SHM. - En 1982 au VSM, en 1984 revenu au Hoogovens. |       |
| UST-76        | CFD, 1976            | Ferraillé en 2012.  | - Ancien autorail de mesure. - 00 m, 00 t, vitesse maximum : 80 km/h. |       |
| 76110         |                      | Opérationnel        | - Wagon générateur - 8,7 m, 31 t, vitesse maximum : 120 km/h. - Le wagon est construit sur le châssis d'une annexe d'une locomotive à vapeur NS 4700.                       |       |